# Milwaukee Bucks 2016-2017
La stagione 2016-2017 dei Milwaukee Bucks è stata la 49ª stagione della franchigia nella NBA.
Per la prima volta dal 2010, i Milwaukee Bucks hanno chiuso la stagione regolare con un record vincente, 42-40, ottenendo la 6ª posizione nella Eastern Conference. Ai playoffs sono stati sconfitti in 6 partite al primo turno dalla squadra 3ª classificata, i Toronto Raptors.

## Draft
| Giro | Scelta | Giocatore       | Ruolo | Nazionalità             | Università/Squadra      |
| ---- | ------ | --------------- | ----- | ----------------------- | ----------------------- |
| 1    | 10     | Thon Maker      | AG/C  | Australia Sudan del Sud | Orangeville Prep School |
| 2    | 36     | Malcolm Brogdon | P/G   | Stati Uniti             | Virginia Cavaliers      |

## Roster
| \| Pos. \| Num. \| Naz. \| Nome \| Altezza \| Peso \| Data nascita \| Provenienza \| \| ---- \| ---- \| ----------------------------------------------- \| -------------------------- \| ------- \| ------ \| ------------ \| -------------------- \| \| A \| 34 \| Grecia (bandiera) \| Antetokounmpo, Giannīs (C) \| 211 cm \| 101 kg \| 06-12-1994 \| Grecia \| \| A \| 9 \| Stati Uniti (bandiera) \| Beasley, Michael \| 206 cm \| 107 kg \| 09-01-1989 \| Kansas State \| \| P/G \| 13 \| Stati Uniti (bandiera) \| Brogdon, Malcolm \| 196 cm \| 98 kg \| 11-12-1992 \| Virginia \| \| P/G \| 8 \| Australia (bandiera) \| Dellavedova, Matthew \| 193 cm \| 95 kg \| 08-09-1990 \| Saint Mary's \| \| C \| 00 \| Stati Uniti (bandiera) \| Hawes, Spencer \| 216 cm \| 111 kg \| 28-04-1988 \| Washington \| \| AG \| 31 \| Stati Uniti (bandiera) \| Henson, John \| 211 cm \| 104 kg \| 28-12-1990 \| North Carolina \| \| AG/C \| 7 \| Sudan del Sud (bandiera) · Australia (bandiera) \| Maker, Thon \| 216 cm \| 110 kg \| 25-02-1997 \| Orangeville Prep \| \| AP \| 22 \| Stati Uniti (bandiera) \| Middleton, Khris \| 203 cm \| 106 kg \| 12-08-1991 \| Texas A&M \| \| C \| 15 \| Stati Uniti (bandiera) \| Monroe, Greg \| 211 cm \| 120 kg \| 04-06-1990 \| Georgetown \| \| A \| 12 \| Stati Uniti (bandiera) \| Parker, Jabari \| 203 cm \| 113 kg \| 15-03-1995 \| Duke \| \| P \| 0 \| Stati Uniti (bandiera) \| Payton II, Gary \| 191 cm \| 86 kg \| 01-12-1992 \| Duke \| \| G \| 21 \| Stati Uniti (bandiera) \| Snell, Tony \| 201 cm \| 101 kg \| 10-11-1991 \| New Mexico \| \| AG \| 35 \| Bosnia ed Erzegovina (bandiera) \| Teletović, Mirza \| 206 cm \| 211 kg \| 17-09-1985 \| Bosnia ed Erzegovina \| \| P/G \| 3 \| Stati Uniti (bandiera) \| Terry, Jason \| 188 cm \| 84 kg \| 15-09-1977 \| Arizona \| \| G \| 20 \| Stati Uniti (bandiera) \| Vaughn, Rashad \| 198 cm \| 92 kg \| 16-08-1996 \| UNLV \| | Allenatore Jason Kidd Assistente/i - Stacey Augmon - Greg Foster - Eric Hughes - Joe Prunty - Sean Sweeney Legenda - (C) Capitano - (FA) Free agent - (S) Sospeso - (TW) Contratto Two-way - (GL) Assegnato a squadra G League - Infortunato Roster • Transazioni · Ultima transazione: 11 settembre 2023 |                                                 |                            |         |        |              |                      |
| Pos. | Num. | Naz.                                            | Nome                       | Altezza | Peso   | Data nascita | Provenienza          |
| A | 34 | Grecia (bandiera)                               | Antetokounmpo, Giannīs (C) | 211 cm  | 101 kg | 06-12-1994   | Grecia               |
| A | 9 | Stati Uniti (bandiera)                          | Beasley, Michael           | 206 cm  | 107 kg | 09-01-1989   | Kansas State         |
| P/G | 13 | Stati Uniti (bandiera)                          | Brogdon, Malcolm           | 196 cm  | 98 kg  | 11-12-1992   | Virginia             |
| P/G | 8 | Australia (bandiera)                            | Dellavedova, Matthew       | 193 cm  | 95 kg  | 08-09-1990   | Saint Mary's         |
| C | 00 | Stati Uniti (bandiera)                          | Hawes, Spencer             | 216 cm  | 111 kg | 28-04-1988   | Washington           |
| AG | 31 | Stati Uniti (bandiera)                          | Henson, John               | 211 cm  | 104 kg | 28-12-1990   | North Carolina       |
| AG/C | 7 | Sudan del Sud (bandiera) · Australia (bandiera) | Maker, Thon                | 216 cm  | 110 kg | 25-02-1997   | Orangeville Prep     |
| AP | 22 | Stati Uniti (bandiera)                          | Middleton, Khris           | 203 cm  | 106 kg | 12-08-1991   | Texas A&M            |
| C | 15 | Stati Uniti (bandiera)                          | Monroe, Greg               | 211 cm  | 120 kg | 04-06-1990   | Georgetown           |
| A | 12 | Stati Uniti (bandiera)                          | Parker, Jabari             | 203 cm  | 113 kg | 15-03-1995   | Duke                 |
| P | 0 | Stati Uniti (bandiera)                          | Payton II, Gary            | 191 cm  | 86 kg  | 01-12-1992   | Duke                 |
| G | 21 | Stati Uniti (bandiera)                          | Snell, Tony                | 201 cm  | 101 kg | 10-11-1991   | New Mexico           |
| AG | 35 | Bosnia ed Erzegovina (bandiera)                 | Teletović, Mirza           | 206 cm  | 211 kg | 17-09-1985   | Bosnia ed Erzegovina |
| P/G | 3 | Stati Uniti (bandiera)                          | Terry, Jason               | 188 cm  | 84 kg  | 15-09-1977   | Arizona              |
| G | 20 | Stati Uniti (bandiera)                          | Vaughn, Rashad             | 198 cm  | 92 kg  | 16-08-1996   | UNLV                 |

## Classifiche
Vari template di singole classifiche

### Central Division
| Central Division        | Central Division | Central Division | Central Division | Central Division | Central Division | Central Division | Central Division | Central Division |
| Squadra                 | V                | S                | V%               | PR               | Casa             | Trasf            | Div              | PG               |
| ----------------------- | ---------------- | ---------------- | ---------------- | ---------------- | ---------------- | ---------------- | ---------------- | ---------------- |
| y – Cleveland Cavaliers | 51               | 31               | .622             | 2,0              | 31–10            | 20–21            | 8–8              | 82               |
| x – Milwaukee Bucks     | 42               | 40               | .512             | 11,0             | 23–18            | 19–22            | 10–6             | 82               |
| x – Indiana Pacers      | 42               | 40               | .512             | 11,0             | 29–12            | 13–28            | 8–8              | 82               |
| x – Chicago Bulls       | 41               | 41               | .500             | 12,0             | 25–16            | 16–25            | 9–7              | 82               |
| Detroit Pistons         | 37               | 45               | .451             | 16,0             | 24–17            | 13–28            | 5–11             | 82               |

### Eastern Conference
| Eastern Conference | Eastern Conference        | Eastern Conference | Eastern Conference | Eastern Conference | Eastern Conference | Eastern Conference |
| #                  | Squadra                   | V                  | S                  | V%                 | PR                 | PG                 |
| ------------------ | ------------------------- | ------------------ | ------------------ | ------------------ | ------------------ | ------------------ |
| 1                  | c – Boston Celtics *      | 53                 | 29                 | .646               | –                  | 82                 |
| 2                  | y – Cleveland Cavaliers * | 51                 | 31                 | .622               | 2,0                | 82                 |
| 3                  | x – Toronto Raptors       | 51                 | 31                 | .622               | 2,0                | 82                 |
| 4                  | y – Wash. Wizards *       | 49                 | 33                 | .598               | 4,0                | 82                 |
| 5                  | x – Atlanta Hawks         | 43                 | 39                 | .524               | 10,0               | 82                 |
| 6                  | x – Milwaukee Bucks       | 42                 | 40                 | .512               | 11,0               | 82                 |
| 7                  | x – Indiana Pacers        | 42                 | 40                 | .512               | 11,0               | 82                 |
| 8                  | x – Chicago Bulls         | 41                 | 41                 | .500               | 12,0               | 82                 |
|                    |                           |                    |                    |                    |                    |                    |
| 9                  | Miami Heat                | 41                 | 41                 | .500               | 12,0               | 82                 |
| 10                 | Detroit Pistons           | 37                 | 45                 | .451               | 16,0               | 82                 |
| 11                 | Charlotte Hornets         | 36                 | 46                 | .439               | 17,0               | 82                 |
| 12                 | N.Y. Knicks               | 31                 | 51                 | .378               | 22,0               | 82                 |
| 13                 | Orlando Magic             | 29                 | 53                 | .354               | 24,0               | 82                 |
| 14                 | Philadelphia 76ers        | 28                 | 54                 | .341               | 25,0               | 82                 |
| 15                 | Brooklyn Nets             | 20                 | 62                 | .244               | 33,0               | 82                 |

Legenda:
- z – Fattore campo per gli interi playoff
- c – Fattore campo per le finali di Conference
- y – Campione della division
- x – Qualificata ai playoff
- p – Qualificata ai play-in
- e – Eliminata dalla corsa ai playoff
- * – Leader della division

## Mercato

### Prolungamenti contrattuali
| Data       | Giocatore             | Contratto             |
| ---------- | --------------------- | --------------------- |
| 02/08/2016 | Miles Plumlee         | 4 anni - $50 milioni  |
| 29/08/2016 | Steve Novak           | 1 anno - $1,6 milioni |
| 20/09/2016 | Giannīs Antetokounmpo | 4 anni - $100 milioni |

### Acquisti

#### Draft
| Data       | Giocatore       | Contratto              | Provenienza             |
| ---------- | --------------- | ---------------------- | ----------------------- |
| 29/07/2016 | Malcolm Brogdon | 3 anni - $3,8 milioni  | Virginia Cavaliers      |
| 30/07/2016 | Thon Maker      | 4 anni - $11,6 milioni | Orangeville Prep School |

#### Free Agency
| Data       | Giocatore       | Contratto             | Provenienza     |
| ---------- | --------------- | --------------------- | --------------- |
| 08/07/2016 | Mirza Teletović | 4 anni - $28 milioni  | Phoenix Suns    |
| 22/08/2016 | Jason Terry     | 1 anno - $1,6 milioni | Houston Rockets |
| 02/04/2017 | Gary Payton II  | 2 anni - $112.415     | Houston Rockets |

### Cessioni
| Data       | Giocatore       | Motivo         | Nuova squadra      |
| ---------- | --------------- | -------------- | ------------------ |
| 01/07/2016 | Jerryd Bayless  | Fine contratto | Philadelphia 76ers |
| 01/07/2016 | Damien Inglis   | Fine contratto | Westch. Knicks     |
| 01/07/2016 | O.J. Mayo       | Fine contratto | Atl. de San Germán |
| 01/07/2016 | Johnny O'Bryant | Fine contratto | N. Arizona Suns    |
| 01/07/2016 | Greivis Vásquez | Fine contratto | Brooklyn Nets      |
| 02/02/2017 | Steve Novak     | Tagliato       | Ritirato           |

### Scambi
| 07 luglio 2016    | Milwaukee Bucks Matthew Dellavedova (sign-and-trade) | Cleveland Cavaliers Draft rights per Albert Miralles $200.000 Trade exception di $4,8 milioni |
| 22 settembre 2016 | Milwaukee Bucks Michael Beasley                      | Houston Rockets Tyler Ennis                                                                   |
| 17 ottobre 2016   | Milwaukee Bucks Tony Snell                           | Chicago Bulls Michael Carter-Williams                                                         |
| 2 febbraio 2017   | Milwaukee Bucks Spencer Hawes Roy Hibbert            | Charlotte Hornets Miles Plumlee Cash considerations                                           |
| 23 febbraio 2017  | Milwaukee Bucks Scelta 2º giro Draft 2019            | Denver Nuggets Roy Hibbert                                                                    |

## Risultati

### Preseason
|  | Denota le partite vinte |
|  | Denota le partite perse |

| Preseason 2016 | Preseason 2016 | Preseason 2016 | Preseason 2016 | Preseason 2016             | Preseason 2016                     | Preseason 2016                 | Preseason 2016                   | Preseason 2016 |
| --- | -------------- | -------------- | -------------- | -------------------------- | ---------------------------------- | ------------------------------ | -------------------------------- | -------------- |
| Preseason: 3–3 (Casa: 2–1; Trasferta: 1–2) \| Partita \| Data \| Avversario \| Punteggio \| Più punti \| Più rimbalzi \| Più assist \| Spettatori \| Record \| \| ------- \| ---------- \| ---------- \| --------- \| -------------------------- \| ---------------------------------- \| ------------------------------ \| -------------------------------- \| ------ \| \| 1 \| 3 ottobre \| @ Chicago \| V 93–91 \| Greg Monroe (15) \| Michael Carter-Williams (11) \| Matthew Dellavedova (6) \| United Center 20104 \| 1–0 \| \| 2 \| 8 ottobre \| Dallas \| V 88–74 \| Jabari Parker (21) \| Michael Beasley (9) \| Malcolm Brogdon (6) \| Kohl Center 10,560 \| 2–0 \| \| 3 \| 12 ottobre \| @ Indiana \| S 83–101 \| Giannis Antetokounmpo (20) \| John Henson (8) \| Giannis Antetokounmpo (6) \| Bankers Life Fieldhouse 6447 \| 2–1 \| \| 4 \| 15 ottobre \| Chicago \| S 86–107 \| Jabari Parker (21) \| Antetokounmpo, Beasley, Parker (6) \| Matthew Dellavedova (8) \| Bradley Center 10794 \| 2–2 \| \| 5 \| 17 ottobre \| @ Detroit \| S 78–102 \| Giannis Antetokounmpo (21) \| Greg Monroe (8) \| Antetokounmpo, Dellavedova (4) \| The Palace of Auburn Hills 10096 \| 2–3 \| \| 6 \| 19 ottobre \| Indiana \| V 111–103 \| Giannis Antetokounmpo (20) \| Jabari Parker (10) \| Matthew Dellavedova (7) \| Bradley Center 5450 \| 3–3 \| |                |                |                |                            |                                    |                                |                                  |                |
| Calendario stagione 2016–17 |                |                |                |                            |                                    |                                |                                  |                |
| Partita | Data           | Avversario     | Punteggio      | Più punti                  | Più rimbalzi                       | Più assist                     | Spettatori                       | Record         |
| 1 | 3 ottobre      | @ Chicago      | V 93–91        | Greg Monroe (15)           | Michael Carter-Williams (11)       | Matthew Dellavedova (6)        | United Center 20104              | 1–0            |
| 2 | 8 ottobre      | Dallas         | V 88–74        | Jabari Parker (21)         | Michael Beasley (9)                | Malcolm Brogdon (6)            | Kohl Center 10,560               | 2–0            |
| 3 | 12 ottobre     | @ Indiana      | S 83–101       | Giannis Antetokounmpo (20) | John Henson (8)                    | Giannis Antetokounmpo (6)      | Bankers Life Fieldhouse 6447     | 2–1            |
| 4 | 15 ottobre     | Chicago        | S 86–107       | Jabari Parker (21)         | Antetokounmpo, Beasley, Parker (6) | Matthew Dellavedova (8)        | Bradley Center 10794             | 2–2            |
| 5 | 17 ottobre     | @ Detroit      | S 78–102       | Giannis Antetokounmpo (21) | Greg Monroe (8)                    | Antetokounmpo, Dellavedova (4) | The Palace of Auburn Hills 10096 | 2–3            |
| 6 | 19 ottobre     | Indiana        | V 111–103      | Giannis Antetokounmpo (20) | Jabari Parker (10)                 | Matthew Dellavedova (7)        | Bradley Center 5450              | 3–3            |

### Stagione regolare
| Partita | Data       | Avversario | Punteggio | Più punti                  | Più rimbalzi              | Più assist                | Spettatori                        | Record |
| ------- | ---------- | ---------- | --------- | -------------------------- | ------------------------- | ------------------------- | --------------------------------- | ------ |
| 1       | 26 ottobre | Charlotte  | S 96–107  | Giannis Antetokounmpo (31) | Greg Monroe (10)          | Giannis Antetokounmpo (5) | Bradley Center 18.717             | 0–1    |
| 2       | 29 ottobre | Brooklyn   | V 110–108 | Rashad Vaughn (22)         | John Henson (12)          | Matthew Dellavedova (9)   | Bradley Center 12.570             | 1–1    |
| 3       | 30 ottobre | @ Detroit  | S 83–98   | Giannis Antetokounmpo (17) | Giannis Antetokounmpo (8) | Giannis Antetokounmpo (8) | The Palace of Auburn Hills 15.161 | 1–2    |

| Partita | Data        | Avversario    | Punteggio    | Più punti                  | Più rimbalzi               | Più assist                     | Spettatori                      | Record |
| ------- | ----------- | ------------- | ------------ | -------------------------- | -------------------------- | ------------------------------ | ------------------------------- | ------ |
| 4       | 1 novembre  | @ New Orleans | V 117–113    | Giannis Antetokounmpo (24) | Antetokounmpo, Snell (10)  | Giannis Antetokounmpo (7)      | Smoothie King Center 18.217     | 2–2    |
| 5       | 3 novembre  | Indiana       | V 125–109    | Antetokounmpo, Parker (22) | Greg Monroe (16)           | Giannis Antetokounmpo (9)      | Bradley Center 11.374           | 3–2    |
| 6       | 5 novembre  | Sacramento    | V 117–91     | Mirza Teletovic (22)       | Giannis Antetokounmpo (8)  | Giannis Antetokounmpo (8)      | Bradley Center 16.021           | 4–2    |
| 7       | 6 novembre  | @ Dallas      | S 75–86 (OT) | Jabari Parker (16)         | Greg Monroe (12)           | Matthew Dellavedova (6)        | American Airlines Center 19.345 | 4–3    |
| 8       | 10 novembre | New Orleans   | S 106–112    | Jabari Parker (33)         | Giannis Antetokounmpo (9)  | Matthew Dellavedova (12)       | Bradley Center 12.159           | 4−4    |
| 9       | 12 novembre | Memphis       | V 106–96     | Giannis Antetokounmpo (27) | Monroe, Henson (7)         | Giannis Antetokounmpo (5)      | Bradley Center 14.327           | 5−4    |
| 10      | 16 novembre | @ Atlanta     | S 100–107    | Giannis Antetokounmpo (26) | Giannis Antetokounmpo (15) | Antetokounmpo, Dellavedova (7) | Philips Arena 14.656            | 5–5    |
| 11      | 17 novembre | @ Miami       | S 73–96      | Antetokounmpo, Snell (14)  | Michael Beasley (10)       | Matthew Dellavedova (9)        | American Airlines Arena 19.600  | 5–6    |
| 12      | 19 novembre | Golden State  | S 121–124    | Giannis Antetokounmpo (30) | Snell, Henson (7)          | Giannis Antetokounmpo (6)      | Bradley Center 14.327           | 5−7    |
| 13      | 21 novembre | Orlando       | V 93–89      | Giannis Antetokounmpo (25) | Giannis Antetokounmpo (10) | Giannis Antetokounmpo (10)     | Bradley Center 12.306           | 6–7    |
| 14      | 25 novembre | Toronto       | S 99–105     | Giannis Antetokounmpo (29) | Greg Monroe (11)           | Giannis Antetokounmpo (11)     | Bradley Center 16.223           | 6–8    |
| 15      | 27 novembre | @ Orlando     | V 104–96     | John Henson (20)           | Giannis Antetokounmpo (9)  | Matthew Dellavedova (8)        | Amway Center 16.521             | 7–8    |
| 16      | 29 novembre | Cleveland     | V 118–101    | Giannis Antetokounmpo (34) | Giannis Antetokounmpo (12) | Matthew Dellavedova (8)        | Bradley Center 16.559           | 8–8    |

| Partita | Data        | Avversario   | Punteggio      | Più punti                  | Più rimbalzi                               | Più assist                     | Spettatori                    | Record |
| ------- | ----------- | ------------ | -------------- | -------------------------- | ------------------------------------------ | ------------------------------ | ----------------------------- | ------ |
| 17      | 1 dicembre  | @ Brooklyn   | V 111–93       | Giannis Antetokounmpo (23) | Antetokounmpo, Henson (8)                  | Giannis Antetokounmpo (8)      | Barclays Center 12.675        | 9–8    |
| 18      | 3 dicembre  | Brooklyn     | V 112–103      | John Henson (20)           | Giannis Antetokounmpo (10)                 | Antetokounmpo, Dellavedova (6) | Bradley Center 15.565         | 10–8   |
| 19      | 5 dicembre  | San Antonio  | S 96–97        | Jabari Parker (23)         | Greg Monroe (13)                           | Malcolm Brogdon (5)            | Bradley Center 14.256         | 10–9   |
| 20      | 7 dicembre  | Portland     | V 115–107      | Jabari Parker (27)         | Giannis Antetokounmpo (12)                 | Giannis Antetokounmpo (11)     | Bradley Center 14.033         | 11–9   |
| 21      | 9 dicembre  | Atlanta      | S 110–114      | Jabari Parker (27)         | Antetokounmpo, Henson, Monroe, Beasley (6) | Greg Monroe (5)                | Bradley Center 16.289         | 11–10  |
| 22      | 10 dicembre | @ Washington | S 105–110      | Giannis Antetokounmpo (28) | Giannis Antetokounmpo (13)                 | Giannis Antetokounmpo (7)      | Verizon Center 14.816         | 11–11  |
| 23      | 12 dicembre | @ Toronto    | S 100–122      | Giannis Antetokounmpo (30) | Antetokounmpo, Teletovic (8)               | Matthew Dellavedova (10)       | Air Canada Centre 19.800      | 11–12  |
| 24      | 15 dicembre | Chicago      | V 108–97       | Giannis Antetokounmpo (30) | Giannis Antetokounmpo (14)                 | Matthew Dellavedova (9)        | Bradley Center 16.704         | 12–12  |
| 25      | 16 dicembre | @ Chicago    | V 95–69        | Giannis Antetokounmpo (22) | Greg Monroe (12)                           | Giannis Antetokounmpo (11)     | United Center 21.324          | 13–12  |
| 26      | 20 dicembre | Cleveland    | S 108–114 (OT) | Jabari Parker (30)         | Giannis Antetokounmpo (13)                 | Brogdon, Dellavedova (5)       | Bradley Center 17.053         | 13–13  |
| 27      | 21 dicembre | @ Cleveland  | S 102–113      | Giannis Antetokounmpo (28) | John Henson (8)                            | Malcolm Brogdon (7)            | Quicken Loans Arena 20.562    | 13–14  |
| 28      | 23 dicembre | Washington   | V 123–96       | Giannis Antetokounmpo (39) | Greg Monroe (11)                           | Malcolm Brogdon (7)            | Bradley Center 15.921         | 14–14  |
| 29      | 26 dicembre | @ Washington | S 102–107      | Giannis Antetokounmpo (22) | Giannis Antetokounmpo (12)                 | Matthew Dellavedova (11)       | Verizon Center 15.773         | 14–15  |
| 30      | 28 dicembre | @ Detroit    | V 119–94       | Jabari Parker (31)         | Jabari Parker (9)                          | Brogdon, Antetokounmpo (8)     | Palace of Auburn Hills 17.222 | 15–15  |
| 31      | 30 dicembre | @ Minnesota  | S 99–116       | Giannis Antetokounmpo (25) | Giannis Antetokounmpo (7)                  | Giannis Antetokounmpo (5)      | Target Center 17.779          | 15–16  |
| 32      | 31 dicembre | @ Chicago    | V 116–96       | Giannis Antetokounmpo (35) | Malcolm Brogdon (11)                       | Malcolm Brogdon (12)           | United Center 21.838          | 16–16  |

| Partita | Data       | Avversario    | Punteggio      | Più punti                  | Più rimbalzi                       | Più assist                        | Spettatori                     | Record |
| ------- | ---------- | ------------- | -------------- | -------------------------- | ---------------------------------- | --------------------------------- | ------------------------------ | ------ |
| 33      | 2 gennaio  | Oklahoma City | V 98–94        | Giannis Antetokounmpo (26) | Giannis Antetokounmpo (10)         | Antetokounmpo, Brogdon (5)        | Bradley Center 17.423          | 17–16  |
| 34      | 4 gennaio  | @ New York    | V 105–104      | Giannis Antetokounmpo (27) | Giannis Antetokounmpo (13)         | Malcolm Brogdon (8)               | Madison Square Garden 19.812   | 18–16  |
| 35      | 6 gennaio  | New York      | S 111–116      | Antetokounmpo, Parker (25) | Greg Monroe (7)                    | Antetokounmpo, Brogdon, Terry (5) | Bradley Center 18.717          | 18–17  |
| 36      | 8 gennaio  | Washington    | S 101–107      | Jabari Parker (28)         | Greg Monroe (12)                   | Jabari Parker (7)                 | Bradley Center 15.311          | 18–18  |
| 37      | 10 gennaio | @ San Antonio | V 109–107      | Michael Beasley (28)       | Greg Monroe (9)                    | Malcolm Brogdon (6)               | AT&T Center 18.418             | 19–18  |
| 38      | 13 gennaio | Miami         | V 116–108      | Jabari Parker (24)         | Greg Monroe (11)                   | Matthew Dellavedova (11)          | Bradley Center 17.483          | 20–18  |
| 39      | 15 gennaio | @ Atlanta     | S 98–111       | Giannis Antetokounmpo (33) | Jabari Parker (10)                 | Jabari Parker (9)                 | Philips Arena 14.231           | 20–19  |
| 40      | 16 gennaio | Philadelphia  | S 104–113      | Antetokounmpo, Parker (23) | Antetokounmpo, Beasley, Monroe (6) | Malcolm Brogdon (6)               | Bradley Center 13.261          | 20–20  |
| 41      | 18 gennaio | @ Houston     | S 92–111       | Giannis Antetokounmpo (32) | Giannis Antetokounmpo (11)         | Malcolm Brogdon (8)               | Toyota Center 15.782           | 20–21  |
| 42      | 20 gennaio | @ Orlando     | S 96–112       | Jabari Parker (25)         | Giannis Antetokounmpo (14)         | Jabari Parker (6)                 | Amway Center 19.307            | 20–22  |
| 43      | 21 gennaio | @ Miami       | S 97–109       | Giannis Antetokounmpo (24) | Giannis Antetokounmpo (10)         | Matthew Dellavedova (7)           | American Airlines Arena 19.600 | 20–23  |
| 44      | 23 gennaio | Houston       | V 127–114      | Giannis Antetokounmpo (31) | Greg Monroe (10)                   | Dellavedova, Parker (7)           | Bradley Center 14.016          | 21–23  |
| 45      | 25 gennaio | Philadelphia  | S 109–114      | Greg Monroe (28)           | Giannis Antetokounmpo (12)         | Malcolm Brogdon (7)               | Bradley Center 13.663          | 21–24  |
| 46      | 27 gennaio | @ Toronto     | S 86–102       | Jabari Parker (21)         | Jabari Parker (13)                 | Giannis Antetokounmpo (8)         | Air Canada Centre 19.800       | 21–25  |
| 47      | 28 gennaio | Boston        | S 108–112 (OT) | Giannis Antetokounmpo (21) | Greg Monroe (13)                   | Antetokounmpo, Dellavedova (6)    | Bradley Center 18.717          | 21–26  |

| Partita | Data        | Avversario   | Punteggio | Più punti                  | Più rimbalzi               | Più assist                   | Spettatori                        | Record |
| ------- | ----------- | ------------ | --------- | -------------------------- | -------------------------- | ---------------------------- | --------------------------------- | ------ |
| 48      | 1 febbraio  | @ Utah       | S 88–104  | Jabari Parker (17)         | Tony Snell (7)             | Snell, Parker (7)            | Vivint Smart Home Arena 19.694    | 21–27  |
| 49      | 3 febbraio  | @ Denver     | S 117–121 | Jabari Parker (27)         | Jabari Parker (11)         | Matthew Dellavedova (12)     | Pepsi Center 18.792               | 21–28  |
| 50      | 4 febbraio  | @ Phoenix    | V 137–112 | Giannis Antetokounmpo (30) | Giannis Antetokounmpo (12) | Malcolm Brogdon (8)          | Talking Stick Resort Arena 17.192 | 22–28  |
| 51      | 8           | Miami        | S 88–106  | Giannis Antetokounmpo (22) | Giannis Antetokounmpo (8)  | Malcolm Brogdon (6)          | Bradley Center 14.211             | 22–29  |
| 52      | February 10 | L. A. Lakers | S 114–122 | Giannis Antetokounmpo (41) | Giannis Antetokounmpo (8)  | Middleton, Antetokounmpo (6) | Bradley Center 16.380             | 22–30  |
| 53      | 11 febbraio | @ Indiana    | V 116–100 | Giannis Antetokounmpo (20) | Monroe, Antetokounmpo (8)  | Giannis Antetokounmpo (10)   | Bankers Life Fieldhouse 17.923    | 23–30  |
| 54      | 13 febbraio | Detroit      | V 102–89  | Greg Monroe (25)           | Greg Monroe (13)           | Giannis Antetokounmpo (6)    | Bradley Center 13.397             | 24–30  |
| 55      | 15 febbraio | @ Brooklyn   | V 129–125 | Giannis Antetokounmpo (33) | Giannis Antetokounmpo (9)  | Khris Middleton (7)          | Barclays Center 16.182            | 25–30  |
| 56      | 24 febbraio | Utah         | S 95–109  | Giannis Antetokounmpo (33) | Giannis Antetokounmpo (12) | Matthew Dellavedova (6)      | Bradley Center 16.064             | 25–31  |
| 57      | 26 febbraio | Phoenix      | V 100–96  | Giannis Antetokounmpo (28) | Antetokounmpo, Monroe (8)  | Malcolm Brogdon (7)          | Bradley Center 16.051             | 26–31  |
| 58      | 27 febbraio | @ Cleveland  | S 95–102  | Malcolm Brogdon (20)       | Giannis Antetokounmpo (7)  | Giannis Antetokounmpo (8)    | Quicken Loans Arena 20.562        | 26–32  |

| Partita | Data     | Avversario       | Punteggio      | Più punti                     | Più rimbalzi                      | Più assist                              | Spettatori                | Record |
| ------- | -------- | ---------------- | -------------- | ----------------------------- | --------------------------------- | --------------------------------------- | ------------------------- | ------ |
| 59      | 1 marzo  | Denver           | S 98–110       | Khris Middleton (21)          | Antetokounmpo, Monroe (9)         | Khris Middleton (5)                     | Bradley Center 13.214     | 26–33  |
| 60      | 3 marzo  | L. A. Clippers   | V 112–101      | Giannis Antetokounmpo (24)    | Antetokounmpo, Monroe (5)         | Khris Middleton (9)                     | Bradley Center 16.208     | 27–33  |
| 61      | 4 marzo  | Toronto          | V 101–94       | Khris Middleton (24)          | Giannis Antetokounmpo (10)        | Giannis Antetokounmpo (4)               | Bradley Center 16.775     | 28–33  |
| 62      | 6 marzo  | @ Philadelphia   | V 112–98       | Giannis Antetokounmpo (24)    | Giannis Antetokounmpo (8)         | Khris Middleton (8)                     | Wells Fargo Center 18.351 | 29–33  |
| 63      | 8 marzo  | New York         | V 104–93       | Giannis Antetokounmpo (32)    | Giannis Antetokounmpo (13)        | Giannis Antetokounmpo (7)               | Bradley Center 13.767     | 30–33  |
| 64      | 10 marzo | Indiana          | V 99–85        | Antetokounmpo, Middleton (21) | Giannis Antetokounmpo (8)         | Giannis Antetokounmpo (5)               | Bradley Center 16.177     | 31–33  |
| 65      | 11 marzo | Minnesota        | V 102–95       | Tony Snell (19)               | Khris Middleton (8)               | Giannis Antetokounmpo (7)               | Bradley Center 18.717     | 32–33  |
| 66      | 13 marzo | @ Memphis        | S 93–113       | Giannis Antetokounmpo (18)    | Antetokounmpo, Henson, Monroe (5) | Giannis Antetokounmpo (4)               | FedExForum 16.770         | 32–34  |
| 67      | 15 marzo | @ L. A. Clippers | V 97–96        | Antetokounmpo, Middleton (16) | Henson, Middleton (7)             | Antetokounmpo, Middleton (5)            | Staples Center 19.060     | 33–34  |
| 68      | 17 marzo | @ L. A. Lakers   | V 107–103      | Giannis Antetokounmpo (26)    | John Henson (9)                   | Antetokounmpo, Dellavedova (5)          | Staples Center 18.997     | 34–34  |
| 69      | 18 marzo | @ Golden State   | S 92–117       | Malcolm Brogdon (18)          | Greg Monroe (7)                   | Khris Middleton (5)                     | Oracle Arena 19.596       | 34–35  |
| 70      | 21 marzo | @ Portland       | V 93–90        | Khris Middleton (26)          | Greg Monroe (9)                   | Malcolm Brogdon (4)                     | Moda Center 19.525        | 35–35  |
| 71      | 22 marzo | @ Sacramento     | V 116–98       | Giannis Antetokounmpo (32)    | Giannis Antetokounmpo (13)        | Giannis Antetokounmpo (6)               | Golden 1 Center 17.608    | 36–35  |
| 72      | 24 marzo | Atlanta          | V 100–97       | Giannis Antetokounmpo (34)    | Giannis Antetokounmpo (13)        | Malcolm Brogdon (7)                     | Bradley Center 16.786     | 37–35  |
| 73      | 26 marzo | Chicago          | S 94–109       | Giannis Antetokounmpo (22)    | Giannis Antetokounmpo (8)         | Antetokounmpo, Brogdon, Dellavedova (4) | Bradley Center 17.669     | 37–36  |
| 74      | 28 marzo | @ Charlotte      | V 118–108      | Tony Snell (26)               | Antetokounmpo, Monroe (8)         | Malcolm Brogdon (10)                    | Spectrum Center 16.505    | 38–36  |
| 75      | 29 marzo | @ Boston         | V 103–100      | Giannis Antetokounmpo (22)    | Giannis Antetokounmpo (9)         | Malcolm Brogdon (9)                     | TD Garden 18.624          | 39–36  |
| 76      | 31 marzo | Detroit          | V 108–105 (OT) | Giannis Antetokounmpo (28)    | Giannis Antetokounmpo (13)        | Giannis Antetokounmpo (9)               | Bradley Center 18.717     | 40–36  |

| Partita | Data      | Avversario      | Punteggio | Più punti                  | Più rimbalzi               | Più assist                 | Spettatori                     | Record |
| ------- | --------- | --------------- | --------- | -------------------------- | -------------------------- | -------------------------- | ------------------------------ | ------ |
| 77      | 2 aprile  | Dallas          | S 105–109 | Giannis Antetokounmpo (31) | Giannis Antetokounmpo (15) | Giannis Antetokounmpo (9)  | Bradley Center 18.717          | 40–37  |
| 78      | 4 aprile  | @ Oklahoma City | S 79–110  | Michael Beasley (14)       | Giannis Antetokounmpo (10) | Giannis Antetokounmpo (4)  | Chesapeake Energy Arena 18.203 | 40–38  |
| 79      | 6 aprile  | @ Indiana       | S 89–104  | Giannis Antetokounmpo (25) | Giannis Antetokounmpo (7)  | Giannis Antetokounmpo (6)  | Bankers Life Fieldhouse 17.010 | 40–39  |
| 80      | 8 aprile  | @ Philadelphia  | V 90–82   | Giannis Antetokounmpo (20) | Giannis Antetokounmpo (10) | Giannis Antetokounmpo (6)  | Wells Fargo Center 16.301      | 41–39  |
| 81      | 10 aprile | Charlotte       | V 89–79   | Greg Monroe (16)           | Giannis Antetokounmpo (11) | Giannis Antetokounmpo (10) | Bradley Center 18.717          | 42–39  |
| 82      | 12 aprile | @ Boston        | S 94–112  | Beasley, Hawes (15)        | Gary Payton II (7)         | Gary Payton II (5)         | Bradley Center 18.624          | 42–40  |